# Pietro Tarchini
Pietro Tarchini (né le 29 septembre 1921 à Balerna et mort le 14 juillet 1999 à Ponte Cremenaga) est un coureur cycliste suisse. Il est professionnel de 1945 à 1949.
En 1947, il remporte une étape du Tour de France et termine lanterne rouge de cette édition.

## Palmarès

### Palmarès amateur
- 1943
  -  Champion de Suisse sur route amateurs
  - Championnat de Zurich amateurs
- 1944
  - 3e du Championnat de Zurich amateurs

### Palmarès professionnel
- 1945
  - 2e de Zurich-Lausanne
- 1946
  - 7e et 9e étapes du Tour de Catalogne
  - 3e d'Annemasse-Bellegarde-Annemasse
- 1947
  - Tour des Quatre Cantons
  - 18e étape du Tour de France
  - 2e de Zurich-Lausanne
  - 3e du championnat de Suisse sur route
- 1948
  - Tour des Quatre Cantons
  - 4eb étape du Tour de Luxembourg

## Résultats sur les grands tours

### Tour de France
1 participation
- 1947 : 53e et lanterne rouge, vainqueur de la 18e étape

### Tour d'Italie
1 participation
- 1949 : abandon